# Rolitetraciclină
Rolitetraciclina este un antibiotic din clasa tetraciclinelor, cu spectru larg, fiind utilizat în tratamentul unor infecții bacteriene. Calea de administrare este injectabilă. Este un promedicament de tip bază Mannich, obținut în urma reacției de condensare dintre tetraciclină, pirolidină și formaldehidă.